# Czaratok
Czaratok (biał. Чараток; ros. Череток) – przystanek kolejowy w miejscowości Czarot, w rejonie budzkim, w obwodzie homelskim, na Białorusi. Położony jest na linii Homel - Żłobin - Mińsk.